# Герус, Валериан Лонгинович
Валериан Лонгинович Герус — советский деятель науки и оборонной промышленности.

## Биография
Родился в 1912 году в Чикаго в семье депутата Государственной Думы Российской империи Лонгина Фёдоровича Геруса. Член КПСС.
До 1929 года жил в США и Канаде.
Окончил Московский областной коммунально-строительный техникум, Московский энергетический институт.
В 1929—1931 гг. — десятник на строительстве военного аэродрома в Москве.
В 1931—1933 гг. — мираб в Науском районе Таджикской ССР.
В 1938—1941 гг. — заместитель начальника теоретического отдела КБ завода номер 211 в Ленинграде.
Участник Великой Отечественной войны: командир взвода связи 42-го батальона аэродромного обеспечения на Ленинградском фронте, командир роты связи на Волховском фронте.
В 1965—1982 гг. — научный руководитель НИИ «Платан» в городе Фрязино Московской области.
Выдающийся инженер в области электронной оптики, участвовал в разработке высококачественных телевизионных кинескопов, использовавшихся в снаряжении космического корабля «Восток-1».
Лауреат Государственной премии СССР закрытым Постановлением Совета Министров и ЦК КПСС.
Умер в 1992 году во Фрязине.

## Награды
- Орден Ленина
- Орден Октябрьской Революции
- Орден Отечественной войны I степени
- Орден Отечественной войны II степени